# Biron (Pireneje Atlantyckie)
Biron – miejscowość i gmina we Francji, w regionie Nowa Akwitania, w departamencie Pireneje Atlantyckie.
Według danych na rok 1990 gminę zamieszkiwało 529 osób, a gęstość zaludnienia wynosiła 132 osób/km² (wśród 2290 gmin Akwitanii Biron plasuje się na 692. miejscu pod względem liczby ludności, natomiast pod względem powierzchni na miejscu 1483.).